# بروکانتیت
'بروکانتیت'  (به انگلیسی: Brochantite) با فرمول شیمیایی Cu4[(OH)6 - SO4] از مجموعه کانی هاست و از نام یک کانی‌شناس و زمین‌شناس فرانسوی A.J.Brochant گرفته شده‌است. حل شونده در اسیدها و آمونیاک CuO:۷۰٫۳۶٪  SO۳:۱۷٫۷۰٪  H2O:۱۱٫۹۴٪  برای اولین بار در چک اسلواکی کشف شد و از نظر شکل بلور: منشوری، رنگ: سبز زمردی - سبز مایل به سیاه، شفافیت: نیمه شفاف، جلا: شیشه‌ای - صدفی، رخ: خوب، سیستم تبلور: مونوکلینیک و در رده‌بندی سولفات است  و منشأ تشکیل آن ثانوی است.
همایند کانی‌شناسی (پارانژ) آن آنتلریت - مالاکیت- لیناریت- آزوریت- آنتلریت- مالاکیت است.
، از نظر ژیزمان بلور- اگرگات الیافی و دانه‌ای تقریباْ کمیاب است و بیشتر در آلمان غربی، یونان، رومانی، آمریکا، شیلی یافت می‌شود.

## منبع
- پردیس کشاورزی ایران